# Statut juridique de l'animal au Québec
Le statut juridique de l'animal au Québec est encadré par diverses lois, dont notamment la Loi sur le bien-être et la sécurité de l'animal et l'article 898.1 du Code civil du Québec.

## Lois et règlements

### Code civil du Québec

#### Disposition principale
L'article 898.1 du Code civil du Québec concerne les droits des animaux. Le législateur a modifié le Code civil en 2015 pour affirmer que les animaux ne sont pas des biens et qu'ils jouissent d'impératifs biologiques.

« 898.1. Les animaux ne sont pas des biens. Ils sont des êtres doués de sensibilité et ils ont des impératifs biologiques.
Outre les dispositions des lois particulières qui les protègent, les dispositions du présent code et de toute autre loi relative aux biens leur sont néanmoins applicables. »

 

Auparavant, en vertu de l'ancien libellé de l'article 905 du Code civil, ils étaient considérés comme des biens meubles : 

« 905. Sont meubles les choses qui peuvent se transporter, soit qu’elles se meuvent elles-mêmes, soit qu’il faille une force étrangère pour les déplacer. »

#### Dispositions connexes
Le Code civil du Québec régit aussi le droit des personnes physiques (livre premier, art. 1-364 C.c.Q.), le droit de la famille (livre deuxième, art. 365-612 C.c.Q.) et le droit des successions (livre troisième, art. 613-898 C.c.Q.). En vertu des règles contenues  dans ces livres, seuls les êtres humains sont des personnes physiques, seuls les êtres humains sont légalement membres d'une famille et seuls les êtres humains peuvent légalement hériter de biens. De plus, en vertu des articles 1 à 38 de la Charte des droits et libertés de la personne, les droits fondamentaux de la Charte et la protection contre la discrimination visent les êtres humains seulement.
Cela dit, un tribunal pourrait néanmoins interpréter ces dispositions d'une manière favorable aux animaux puisque l'alinéa 2 de l'art. 898.1 C.c.Q. affirme que « les dispositions du présent code et de toute autre loi relative aux biens leur sont néanmoins applicables ». L'alinéa 2 de l'art. 898.1 C.c.Q. étend l'applicabilité des autres dispositions du Code civil aux animaux et il fait la même chose pour toute loi relative aux biens. La Charte québécoise est une loi relative aux biens car elle protège la jouissance paisible et la libre disposition des biens à l'art. 6 CDLP.
En pratique cependant, les tribunaux ne font pas cette interprétation audacieuse. L'interprétation dominante du nouveau statut juridique de l'animal est d'en faire une lecture similaire à celle de la loi française adoptée la même année, qui précise que « les animaux sont considérés comme des « êtres vivants doués de sensibilité », tout en restant « soumis au régime des biens ».

### Lois statutaires

#### Loi sur le bien-être et la sécurité de l'animal et lois connexes
En plus de l'insertion de l'article 898.1 au Code civil, le législateur a en même temps adopté la Loi sur le bien-être et la sécurité de l'animal afin d'actualiser sa législation en matière de droits des animaux. Cette loi a une portée plutôt restrictive car l'article 7 de la loi affirme que les obligations de soins et les actes interdits des articles 5 et 6 ne s'appliquent pas aux activités d'agriculture, de médecine vétérinaire ou de recherche scientifique pratiquées selon les règles généralement reconnues. Pour ces autres activités, la Loi sur la protection sanitaire des animaux peut trouver application. La Loi sur la conservation et la mise en valeur de la faune est une loi connexe qui s'applique à la conservation de la faune, ainsi qu'à la chasse et la pêche.
Avant l'entrée en vigueur de la Loi sur le bien-être et la sécurité de l'animal, le Québec avait une réputation plutôt mauvaise en matière de droits des animaux car de nombreuses usines à chiots se trouvaient sur son territoire. Il subsiste néanmoins un certain nombre de ces usines à chiots en raison d'une quantité insuffisante d'inspecteurs gouvernementaux.

#### Code criminel
Outre les textes législatifs québécois, il peut être fait mention des dispositions du Code criminel canadien qui répriment la cruauté envers les animaux. Les dispositions principales sont les articles 445 C.cr., 445.01 C.cr. et 445.1 et 446 C.cr..

### Règlements municipaux
Il existe aussi plusieurs règlements municipaux qui tendent à contrôler la présence de chiens dangereux sur le territoire municipal. Le règlement sur l'encadrement des animaux domestiques de la Ville de Montréal est un exemple d'un tel règlement.

## Jurisprudence
La jurisprudence rendue en vertu de la nouvelle loi concerne notamment la réglementation des chiens dangereux et les tentatives d'interdire les pitbulls dans les milieux urbains.
D'après la décision Droit de la famille — 222162, les chiens d'un couple ne sont pas des biens aux fins du partage du patrimoine familial; d'autre part, les notions de garde partagée et de droits d'accès ne leur sont pas applicables car les animaux ne sont pas des enfants.

## Poursuites judiciaires
Le changement du statut juridique de l'animal au Québec a mené à des poursuites judiciaires entourant l'utilisation des animaux dans les rodéos, notamment au rodéo du Festival Western de Saint-Tite.
En 2022, l’organisme la Communauté Droit animalier Québec - DAQ - dépose une demande d’injonction pour interdire certaines épreuves du rodéo, notamment la prise du veau au lasso et le terrassement du bouvillon. Lors de l’épreuve de la prise du veau au lasso, les cowboys pourchassent un veau à toute vitesse, l'étrangle avec un lasso et le projette au sol pour lui ligoter trois de ses pattes le plus rapidement possible. Dans l’épreuve du terrassement du bouvillon, ils projettent au sol par torsion cervicale le bouvillon. Selon l’organisme, ces activités causent de la détresse, de l’anxiété, des douleurs aiguës et une souffrance excessive aux animaux.
En avril 2023, la Cour supérieure refuse d’entendre la poursuite de la Communauté Droit animalier Québec - DAQ -, jugeant l’affaire irrecevable puisque le DAQ n’avait pas un intérêt suffisant pour agir. Le DAQ estime qu'il s'agit d'une question d’intérêt public puisque, depuis 2015, la loi québécoise applicable stipule notamment que c'est une responsabilité individuelle et collective de protéger les animaux qui ne sont plus classés comme des biens, mais plutôt des êtres sentients ayant des impératifs biologiques. Cette loi devrait protéger les êtres vulnérables que sont les veaux (bébés vaches) et les bouvillons (vaches adolescentes) dans le cadre des activités au Festival Western de Saint-Tite, selon le président et fondateur de DAQ, Me Nicolas Morello, avocat.
En 2024, la Communauté Droit animalier Québec se tourne vers la Cour d'appel du Québec pour poursuivre sa bataille contre les mauvais traitements des animaux au Festival Western de Saint-Tite. Cependant, la Cour d’appel a estimé que le DAQ n’avait pas de lien direct avec le Festival et a refermé le dossier.
En juillet 2022, les quatre médecins vétérinaires experts mandatés par le ministère de l’Agriculture, des Pêcheries et de l’Alimentation (MAPAQ) pour son groupe de travail en arrivent aussi à la conclusion que la prise du veau au lasso compromet le bien-être et la sécurité des êtres animaux utilisés. Son rapport public de plus de 100 pages conclut que l’activité de la prise du veau au lasso ne permet pas d’assurer le bien-être et la sécurité des animaux utilisés, puisqu’elle les expose à de la peur de façon répétée, avec des risques importants d’anxiété, de stress aigu et chronique, et ce, malgré les modifications apportées au cours des dernières années. Le groupe de travail recommande l’arrêt de l’activité.
En mai 2024, le Festival Western de Saint-Tite confirme qu’un bouvillon est mort lors de l’épreuve du terrassement du bouvillon. Le Dr Jean-Jacques Kona-Boun, médecin vétérinaire, qui a analysé des centaines d’heures d’enregistrement de rodéos et a rédigé un rapport concernant le stress vécu par les animaux lors des rodéos, n’est pas surpris qu’un animal soit mort. Cette épreuve impose un stress énorme sur la colonne vertébrale cervicale, selon le médecin vétérinaire. Il considère qu’on ne peut pas parler d’un accident parce que c’est un danger connu et rapporté à plusieurs reprises par des experts indépendants et par les experts du MAPAQ,,.
En mai 2025, le DAQ poursuit le MAPAQ pour son inaction dans le dossier des rodéos. Cette poursuite fait suite à un signalement de plus de 900 pages en mars 2025.

## Terminologie

### De l’animal à l’être animal
Depuis la réforme de 2015, le Code civil du Québec stipule que les animaux ne sont pas des biens, mais des êtres doués de sensibilité. Pour marquer le passage historique d’une conception juridique de l’animal comme un bien à une conception de l’animal comme être sentient, la Communauté Droit animalier Québec – DAQ substitue l’expression « être animal » aux termes « animal » et « bête ». L'avocat en droit animalier Nicolas Morello explique que « nous espérons ainsi encourager l’analogie avec l’expression « être humain » et une prise de conscience publique de la capacité à ressentir des ces êtres, leur sentience, et du respect de leurs impératifs biologiques que dicte aujourd’hui la loi ».